# Monoblemma
Genre
Monoblemma est un genre d'araignées aranéomorphes de la famille des Tetrablemmidae.

## Distribution
Les espèces de ce genre se rencontrent en Amérique du Sud, en Amérique centrale et aux Antilles.

## Liste des espèces
Selon World Spider Catalog (version 26, 20/05/2025) :
- Monoblemma becki Brignoli, 1978
- Monoblemma cambridgei (Bryant, 1940)
- Monoblemma cubaense Martínez, 2025
- Monoblemma unicum Gertsch, 1941

Selon World Spider Catalog (version 23.5, 2023) :
- † Monoblemma spinosum Wunderlich, 1988

## Systématique et taxinomie
Ce genre a été décrit par Gertsch en 1941 dans les Tetrablemmidae.

## Publication originale
- Gertsch, 1941 : « Report on some arachnids from Barro Colorado Island, Canal Zone. » American Museum Novitates, no 1146, p. 1-14 (texte intégral).